# توحيدي الطبري
ولد السيد توحيدي الطبري (بالغة الطبرية: توحید تبری) في 15 يونيو سنة 1964م، في بابل في إيران. هو فنان إيراني مقيم الآن في باريس.
مختص في فنون الخط والرسم والتذهيب. وهو عضو بجمعية الخطاطين الإيرانيين وبالجمعية العالمية للفنون وبدار الفنانين بفرنسا وبمركز الفنون التشكيلية التابع لوزارة الثقافة الإيرانية.
بدأ السيد توحيدي الطبري تعلم فن الخط في مسقط رأسه مدينة بابل في سن الرابعة عشر أي سنة 1977م، محمد زمان فراست ومهدي فلاح. ثم التحق بمعهد جمعية الخطاطين الإيرانيين بطهران في سن التاسعة عشر حيث تعلم على يدي أساتذة غلام حسين اميرخاني ويد الله كابلي خوانساري حتى 1989 كما درس في الآن نفسه الفنون الجميلة وفنون الرسم وجرافيك والفنون التقليدية الإيرانية. اختص السيد توحيدي الطبري في أسلوبيين من الخط الفارسي: النستعليق وشكسته.

## معارض
نظم بداية من سنة 1986 أكثر من خمسين معرضا فرديأ بأمريكا وآسيا وأوروبا وإيران كما شارك في أكثر من مئة معرض جماعي على المستويين القومي والعالمي نال إثرها على شهرة عالمية.

## جوائز وشهادات
حاز على عدة جوائز وشهادات في كثير من المهرجانات القومية والعالمية تذكر منها على سبيل المثال:
- ديبلوم وميدالية « المهرجان خط العربي » معهد الفنون الجميلة في لبنان ‘ طرابلس
- ميدالية غوستاف كايليبوت رسام امبرسيونيست لمدينة يريس في فرنسا
- ديبلوم « المهرجان الفنون توحيد » المركزالثقافية بهمن بطهران في إيران
- ديبلوم « المهرجان الفنون دينة » المركزالثقافية حفظ الآثار بطهران في إيران
- رسالة شكر من الرى يس جاك شيراك بباريس في فرنسا
- شهادة أكاديمية الفنون الجميلة بزغرب في كرواتيا
- شهادة « المهرجان الخطاطين العالم الإسلامية » متحف الفن المعاصر بطهران في إيران